# Salvador (Puig Antich)
|  | Per a altres significats, vegeu «Salvador». |

Salvador (Puig Antich) és una pel·lícula dirigida per Manuel Huerga, estrenada el setembre de 2006, basada en la novel·la Compte enrere: la història de Salvador Puig Antich, escrita el 2001 pel periodista català Francesc Escribano.
Salvador narra la crònica dels esdeveniments que van portar a la condemna a mort i a l'execució del jove Salvador Puig i Antich -anarquista, membre del Moviment Ibèric d'Alliberament (MIL) i acusat de la mort d'un policia- i com, malgrat els esforços de familiars i advocats i de les mobilitzacions socials, el règim franquista es negà a donar-li l'indult i l'executà a garrot vil, l'última execució a garrot vil de la dictadura.
En la banda sonora de la pel·lícula destaca la cançó de Lluís Llach I si canto trist, que va compondre el 1974 després de l'assassinat del jove Salvador i com a homenatge i record a la seva persona.

## Argument
A principis dels anys setanta, el MIL, un grup d'esquerres format per un grapat de militants espanyols i francesos molt joves, porta de cap a la policia al cometre diversos atracaments a Catalunya amb l'objectiu d'aconseguir diners per donar suport als sectors més combatius del moviment obrer.
En un primer moment, l'èxit de les seves accions espectaculars, provocadores i irreverents, proporciona als joves del MIL una sensació d'invulnerabilitat que acaba bruscament el setembre de 1973, quan efectius de la Brigada Político-Social paren una trampa a dos dels seus militants. En el transcurs de la seva detenció es produeix un confús tiroteig en el qual mor un jove inspector de policia.
Salvador Puig i Antich resulta greument ferit i, després de passar per l'hospital, ingressa a la presó Model de Barcelona, a l'espera d'un consell de guerra.
A partir d'aquest moment, tant les germanes com els seus advocats inicien, davant la indiferència general, una cursa contrarellotge per salvar la vida al jove activista.
Però el 20 de desembre de 1973, es produeix l'atemptat d'ETA contra el President del Govern Franquista, l'almirall Carrero Blanco i Salvador Puig i Antich esdevindrà el cap de turc que un sector del Règim Franquista reclama.
El Consell de Guerra contra Puig i Antich té lloc i el jove Salvador és condemnat a mort.
Malgrat tots els intents per salvar-lo, fins i tot una improbable i rocambolesca fuga, resultaran inútils i el 2 de març de 1974, Puig i Antich és executat mitjançant el garrot vil.
La seva mort tràgica deixa una gran empremta, durant anys, a tota una generació que encara es pregunta si va poder fer quelcom per evitar l'execució.

## Repartiment
- Daniel Brühl: Salvador Puig i Antich
- Tristán Ulloa: Oriol Arau
- Leonardo Sbaraglia: Jesús Irurre
- Leonor Watling: Montse Plaza
- Ingrid Rubio: Margalida
- Celso Bugallo: pare de Salvador
- Mercedes Sampietro: mare de Salvador
- Olalla Escribano: Imma Puig
- Carlota Olcina: Carme Puig
- Bea Segura: Montse Puig
- Andrea Ros: Merçona Puig
- Jacob Torres: Santi Soler (Petit)
- Joel Joan: Oriol Solé
- Pablo Derqui: Jordi Solé
- Oriol Vila: Ignasi Solé
- Jordi García: Felip Solé
- Simon Bellouard: Jean-Marc Rouillan
- William Miller: Torres (Cri-Cri)
- Biel Durán: Josep Lluís Pons Llovet "Queso"
- Joaquín Climent: Policía BPS (1)
- Antonio Dechent: Policía BPS (2)
- Carlos Fuentes: Paco
- Fernando Ranzas: botxí (Antonio López Guerra)
- Josep Maria Gimeno: metge forense
- Santi Pons: General
- Raül Tortosa: Quim Puig Antich
- Diana Gómez: Nena 1
- Roger Coma: soci Oriol Arau
- Pau Durà: Dr. Barjau

## Anecdotari
- L'actriu Íngrid Rubio es desplaçà a Mallorca per tal de conèixer Margalida, el personatge que ella interpreta en el film.
- A una escena del film, apareix Pau Riba cantant una versió actual de la cançó Noia de Porcellana a la sala Zeleste. L'escena podria haver tingut lloc en el moment dels fets, però l'actor que fa de Pau Riba és ell mateix trenta anys més vell: un clar anacronisme.